# Nazionale olimpica di calcio della Francia
La nazionale olimpica francese di calcio è la rappresentativa calcistica della Francia che rappresenta l'omonimo stato ai giochi olimpici. Vinse l'oro alle olimpiadi del 1984.

## Storia
La nazionale olimpica francese debutta ai Giochi di Londra nel 1908, prendendo il posto del suo precursore il Club Français che vinse l'argento alle olimpiadi Parigi 1900. Alle Olimpiadi del 1908 in verità parteciparono due rappresentative: oltre alla Nazionale Olimpica era iscritta anche la Nazionale. Entrambe vennero battute dalla Danimarca ed eliminate.
Durante le Olimpiadi 1948 la Francia batté per 2-1 l'India, ma venne eliminata ai quarti di finale dalla Gran Bretagna per 1-0. Alle Olimpiadi del 1952 a Helsinki venne eliminata alla prima partita perdendo in rimonta per 2-1 contro la Polonia. Ai Giochi di Roma affrontò nel proprio girone il Perù (vincendo per 2-1), l'India (1-1) e Ungheria. Quest'ultima occupava il primo posto nel girone, valevole per la semifinale, con un vantaggio di un solo punto sulla stessa Francia, che avrebbe dovuto quindi vincere per procedere nella competizione. La partita terminò invece 7-0 per l'Ungheria.
Ai Giochi di Città del Messico superò il proprio girone come prima classificata, battendo per 3-1 la Guinea e per 4-1 il Messico. L'unica sconfitta avvenne contro la Colombia per 2-1. Ottenuto l'accesso ai quarti di finale la Francia venne eliminata perdendo per 3-1 contro la rivelazione Giappone. Alle Olimpiadi di Montréal del 1976 superò il proprio girone da imbattuta, pareggiando per 1-1 contro Israele e battendo per 4-1 sia il Messico che il Guatemala. Il percorso si concluse con la sconfitta per 4-0 ai quarti di finale contro la Germania Est.
Nel 1984 ai Giochi di Los Angeles supera il girone pareggiando per 2-2 contro il Qatar e per 1-1 contro il Cile, e vincendo per 2-1 contro la Norvegia. Ai quarti di finale batté per 2-0 l'Egitto e ai tempi supplementari la Jugoslavia per 4-2. La Francia vinse infine l'oro olimpico battendo per 2-0 in finale il Brasile.
Alle Olimpiadi Atlanta 1996 era già entrata in vigore la regola massima dei calciatori delle rappresentative nazionali, che consentiva al massimo tre giocatori al di sopra dei 23 anni di età. Nel corso di quelle Olimpiadi la Francia non si avvalse di questa possibilità: nel girone pareggiò per 1-1 contro la Spagna, batté per 2-1 l'Arabia Saudita e per 2-0 l'Australia. Ottenuta la qualificazione, ai quarti di finale affrontò il Portogallo, pareggiando 1-1 ai tempi regolamentari ma venendo eliminata per effetto del golden gol di José Calado sullo scadere del primo tempo supplementare.
Dopo venticinque anni di assenza dalle Olimpiadi, la nazionale francese partecipò nuovamente al torneo nel 2021 ai Giochi di Tokyo: in via eccezionale l'età massima dei calciatori è stata alzata a 24 anni, per effetto del posticipo di un anno delle Olimpiadi a causa della pandemia di COVID-19. La Francia optò per una formazione largamente sperimentale, che non si rivelò poi all'altezza della competizione. Discussa è stata l'assenza di Kylian Mbappé, laureato tre anni prima campione del mondo al Mondiale Russia 2018 e rientrante nella fascia d'età degli Under-24: nonostante il desiderio del giocatore di partecipare, il suo club di appartenenza dell'epoca, il Paris Saint-Germain, gli negò la possibilità. Tra i fuori quota della Francia figurarono André-Pierre Gignac e Téji Savanier. Entrambi furono anche in grado di segnare delle reti: Gignac realizzò un gol nella sconfitta per 4-1 contro il Messico e una tripletta contro il Sudafrica. Nella stessa partita Savanier segnò la rete del definitivo 4-3 per la Francia, che venne comunque eliminata in seguito alla sconfitta contro il Giappone per 4-0.

## Palmarès
- Torneo Olimpico: 1

Los Angeles 1984

## Statistiche dettagliate sui tornei internazionali

### Giochi olimpici
| Anno | Luogo             | Piazzamento             | V | N | P | Gol  |
| ---- | ----------------- | ----------------------- | - | - | - | ---- |
| 1952 | Helsinki          | Turno di qualificazione | 0 | 0 | 1 | 1:2  |
| 1956 | Melbourne         | Non partecipante        | - | - | - | -    |
| 1960 | Roma              | Primo turno             | 1 | 1 | 1 | 3:9  |
| 1964 | Tokyo             | Non qualificata         | - | - | - | -    |
| 1968 | Città del Messico | Quarti di finale        | 2 | 0 | 2 | 9:7  |
| 1972 | Monaco di Baviera | Non qualificata         | - | - | - | -    |
| 1976 | Montréal          | Quarti di finale        | 2 | 1 | 1 | 9:7  |
| 1980 | Mosca             | Non qualificata         | - | - | - | -    |
| 1984 | Los Angeles       | Oro                     | 4 | 2 | 0 | 13:6 |
| 1988 | Seul              | Non qualificata         | - | - | - | -    |
| 1992 | Barcellona        | Non qualificata         | - | - | - | -    |
| 1996 | Atlanta           | Quarti di finale        | 2 | 1 | 1 | 6:4  |
| 2000 | Sydney            | Non qualificata         | - | - | - | -    |
| 2004 | Atene             | Non qualificata         | - | - | - | -    |
| 2008 | Pechino           | Non qualificata         | - | - | - | -    |
| 2012 | Londra            | Non qualificata         | - | - | - | -    |
| 2016 | Rio de Janeiro    | Non qualificata         | - | - | - | -    |
| 2020 | Tokyo             | Primo turno             | 1 | 0 | 2 | 5:11 |
| 2024 | Parigi            | Argento                 | 5 | 0 | 1 | 14:6 |

## Tutte le rose

### Giochi olimpici
Calcio ai Giochi Olimpici Estivi 19521 Druart, 2 Oliver, 3 Ibáñez, 4 Zitoune, 5 Eloy, 6 Colliot, 7 Brauchel, 8 Astresses, 9 Bliard, 10 Bochard, 11 Barreau, 12 Persillon, 13 Lefèvre, 14 Bohée, 15 Demaria, 16 Leblond, 17 Carrier, 18 Deprez, CT: commissione tecnica
Calcio ai Giochi Olimpici Estivi 1960P Samoy, P Wettstein, D Bodin, D Bordas, D Gonzales, D Philippe, D Polonia, C Artélésa, C Aygoui, C Baratto, C Samper, A Arab, A Coinçon, A Dubaële, A Élise, A Giamarchi, A Loncle, A Quédec, A Stamm, CT: Rigal
Calcio ai Giochi Olimpici Estivi 19681 Delhumeau, 2 Grava, 3 Goueffic, 4 Lempereur, 5 Zix, 6 Verhoeve, 7 Planté, 8 Delafosse, 9 Larqué, 10 Laurier, 11 Hodoul, 12 Perrigaud, 13 Triantafyllos, 14 Horlaville, 15 Case, 16 Teamboueon, 17 Parmentier, 18 Hallet, 19 Ribul, CT: Grillon
Calcio ai Giochi Olimpici Estivi 19761 Larrieu, 2 Orlandini, 3 Battiston, 4 Chazottes, 5 Meynieu, 6 Pottier, 7 Stassievitch, 8 Zambelli, 9 Cougé, 10 Fernandez, 11 Platini, 12 Rubio, 13 Amisse, 14 Baronchelli, 15 Pécout, 16 Rouyer, 17 Schaer, CT: Robert
Calcio ai Giochi Olimpici Estivi 19841 Rust, 2 Ayache, 3 Bibard, 4 Bijotat, 5 Brisson, 6 Cubaynes, 7 Garande, 8 Jeannol, 9 Lacombe, 10 Lemoult, 11 Rohr, 12 Sénac, 13 Thouvenel, 14 Touré, 15 Xuereb, 16 Zanon, 17 Bensoussan, CT: Michel
Calcio ai Giochi Olimpici Estivi 19961 Letizi, 2 Djetou, 3 Bonnissel, 4 Laville, 5 Moreau, 6 Vieira, 7 Makélélé, 8 Dhorasoo, 9 Maurice, 10 Sibierski, 11 Pirès, 12 Toyes, 13 Candela, 14 Dacourt, 15 Vairelles, 16 Fernandez, 17 Wiltord, 18 Legwinski, 20 Dieng, CT: Domenech
Calcio ai Giochi Olimpici Estivi 20201 Bernardoni, 2 Kalulu, 3 Bard, 4 Pembélé, 5 Nkounkou, 6 Tousart, 7 Nordin, 8 Le Fée, 9 Mbuku, 10 Gignac, 11 Savanier, 12 Beka Beka, 13 Michelin, 14 Thauvin, 15 Sagnan, 16 Bajic, 17 Caci, 18 Kolo Muani, 19 Doukouré, 20 Lihadji, 22 Bertaud, CT: Ripoll
Calcio ai Giochi Olimpici Estivi 20241 Nkambadio, 2 Lukeba, 3 Truffert, 4 Badé, 5 Sildillia, 6 Koné, 7 Olise, 8 Akliouche, 9 Kalimuendo, 10 Lacazette, 11 Doué, 12 Millot, 13 Chotard, 14 Mateta, 15 Locko, 16 Restes, 17 Magassa, 18 Cherki, 19 Matsima, 20 Diouf, 21 Lepenant, 22 De Percin, CT: Henry
NOTA: Per le informazioni sulle rose precedenti al 1952 visionare la pagina della Nazionale maggiore.